# オストプリーグニッツ＝ルピーン郡
オストプリーグニッツ＝ルピーン郡 (ドイツ語: Landkreis Ostprignitz-Ruppin) は、ドイツ、ブランデンブルク州北西部の郡である。

## 地理
オストプリーグニッツ＝ルピーン郡には、プリーグニッツの東部、ルピーナー・ラントの主要部、ハーフェルラントのベリーン小台地が含まれる。自然空間では、ヴィットシュトック＝ルピーン荒地（ルピーナー・シュヴァイツを含む）、ノイシュトレーリッツ小湖沼地方（ラインスベルク湖沼地帯）、ルピーン台地、リーン川湿地、リュートニック荒地が該当する。
離接する郡は、北部ではメクレンブルク＝フォアポンメルン州のメクレンブルギッシェ＝ゼーエンプラッテ郡、東部ではオーバーハーフェル郡、南部ではハーフェルラント郡、南西部ではシュテンダール郡、西部ではプリーグニッツ郡である。
本郡には、ドイツ最大面積市町村100位の内、5つが属している（ヴィットシュトック/ドッセ、ラインスベルク、ノイルピーン、フェーアベリーン、ハイリゲングラーベ）。オストプリーグニッツ＝ルピーン郡は、面積ではブランデンブルク州第3位、ドイツ全国では第9位である。

## 歴史
オストプリーグニッツ＝ルピーン郡は、1993年ブランデンブルク州郡改革の一環として同年12月6日に、ヴィットシュトック郡、キューリッツ郡、ノイルピーン郡を統合し成立した。なおオストプリーグニッツを、現在のプリーグニッツ郡と併せることで、プリーグニッツ全体を一つの郡のもとに置こうとする動きがあったが、ブランデンブルク州政府に拒否された。
都市ヴィットシュトック/ドッセ、ラインスベルク、ノイルピーン、自治体テムニッツクヴェルに跨る地には、かつてヴィットシュトック演習場（ボンボドローム、Bombodrom）があった。連邦政府は、この地を連邦軍の射爆撃場にしようとする計画を立て、1993年から法的、政治的に激しく議論されてきた。2009年に国防大臣フランツ・ヨーゼフ・ユングが計画の中止を表明した。

### 人口動態
以下の表は、オストプリーグニッツ＝ルピーン郡の人口動態を示している（1990年は10月3日付、1991年からは12月31日付け）。数値は統計時の郡域によるものである（当郡成立以前の1990年から1992年の数値は、1993年12月6日の領域に合わせた数値）。
| 年   | 人口    |
| ---- | ------- |
| 1990 | 118,794 |
| 1991 | 116,002 |
| 1992 | 117,102 |
| 1993 | 116,866 |
| 1994 | 116,180 |
| 1995 | 116,005 |
| 1996 | 115,637 |
| 1997 | 115,670 |
| 1998 | 115,193 |
| 1999 | 114,273 |

| 年   | 人口    |
| ---- | ------- |
| 2000 | 112,930 |
| 2001 | 111,878 |
| 2002 | 111,009 |
| 2003 | 110,057 |
| 2004 | 108,894 |
| 2005 | 108,027 |
| 2006 | 106,830 |
| 2007 | 105,812 |
| 2008 | 104,786 |
| 2009 | 103,734 |

| 年   | 人口    |
| ---- | ------- |
| 2010 | 102,868 |
| 2011 | 99,753  |
| 2012 | 99,125  |
| 2013 | 98,944  |

- 現在の郡域の人口動態と予測
- 1875年からの人口動態（領域は今日のもの）
- 人口動態予測
- 年齢構成予測

出典：ベルリン＝ブランデンブルク統計局、ブランデンブルク州建設交通局、ベルテルスマン財団による詳細なデータはWikimedia CommonsのPopulation Projection Brandenburg にある。

## 政治

### 郡長
- 1994–2010：クリスティアン・ギルデ (Christian Gilde, SPD)
- 2010–：ラルフ・ラインハルト (Ralf Reinhardt, SPD)

### 郡議会
2014年ブランデンブルク州地方選挙が5月25日に行われ、投票率は41.9％で、全46議席の配分は以下の通り。
| 政党                                                                      | 議席 | 会派                      |
| ------------------------------------------------------------------------- | ---- | ------------------------- |
| SPD                                                                       | 11   | SPD                       |
| CDU                                                                       | 10   | CDU                       |
| DIE LINKE.                                                                | 9*   | DIE LINKE.                |
| Wählergruppe des Kreisbauernverbandes Ostprignitz-Ruppin (WG KBV)         | 5    | Bauern, freie Wähler, FDP |
| GRÜNE/B90                                                                 | 4    | BÜNDNIS 90/DIE GRÜNEN     |
| FDP                                                                       | 2    | Bauern, freie Wähler, FDP |
| Brandenburger Vereinigte Bürgerbewegungen/Freie Wähler (BVB/FREIE WÄHLER) | 2    | BVB/Freie Wähler          |
| Brandenburgische Gemeinde Ruppin (BG Ruppin)                              | 1    | Bauern, freie Wähler, FDP |
| Freie Wählergemeinschaft Prignitz-Ruppin (FWG)                            | 1    | Bauern, freie Wähler, FDP |
| Pro Ruppin (Pro Ruppin)                                                   | 1    | Bauern, freie Wähler, FDP |

- Linkeから立候補し当選した1議員は、後に無会派となった[4]。

### 紋章、公印、旗
1993年5月2日、当郡は以下の紋章を使用する認証を受けた。
紋章記述：「銀のY字によって分割される。上部は赤地に金の嘴と爪を持つ銀の鷲、下部は緑地で前側に赤で束ねられた金のユリ、赤の彩の付く金のミトラ」。
公印は他の法的決定の留保により、紋章の周りには「LANDKREIS OSTPRIGNITZ-RUPPIN – DER LANDRAT（オストプリーグニッツ＝ルピーン郡 – 郡長）」 と刻まれている。
郡旗は緑：白：赤（1:2:1）の横三色旗であり、中央部には郡の紋章が付く 。

紋章
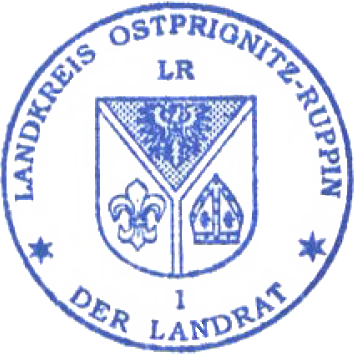
公印
旗

郡内のアムト、市町村の紋章はオストプリーグニッツ＝ルピーン郡の紋章一覧を参照。

## 経済
キャンピング、狩猟、ウォータースポーツといったレジャー観光が大きい。面積では農業、林業が大きな比重を占める。

## 市町村
2003年自治体領域改革の結果、郡内には23自治体があり、その内6つは都市である。
自治体ヘルツシュプルング、ケーニヒスベルクは、2003年10月26日付の都市ヴィットシュトック/ドッセへの編入に関して、2004年に州憲法裁判所から手続き上の不備により無効とする判決を得た。前述の2自治体が編入先を決定するまでの期間、アムト・ヴィットシュトック/ドッセが行政を担当した。2005年1月1日にハイリゲングラーベに編入された。
カッコ内は2023年12月31日における人口である。
| 都市 （¹アムト所属市） 1. キューリッツ（9,114人） 2. リンドウ (マルク)¹（2,941人） 3. ノイルピーン（31,803人） 4. ノイシュタット (ドッセ)¹（3,477人） 5. ラインスベルク（7,971人） 6. ヴィットシュトック/ドッセ（13,994人） アムト非所属自治体 1. フェーアベリーン（9,049人） 2. ハイリゲングラーベ（4,445人） 3. ヴスターハウゼン/ドッセ（5,792人） | アムト及び所属自治体 1. アムト・リンドウ (マルク)（4,517人） 1. ヘルツベルク (マルク)（664人） 2. リンドウ (マルク)、都市（2,941人） 3. リュートニック（444人） 4. フィーリッツゼー（468人） 2. アムト・ノイシュタット (ドッセ)（7,758人） 1. ブレディーン（904人） 2. ドレーツ（1,170人） 3. ノイシュタット (ドッセ)、都市（3,477人） 4. ジーヴァースドルフ＝ホーエンオーフェン（694人） 5. シュテューデニッツ＝シェーナーマルク（598人） 6. ツェルニッツ＝ローム（915人） 3. アムト・テムニッツ（5,486人） (アムト庁舎所在地：ヴァルスレーベン) 1. ダーバーゴッツ（668人） 2. メルキッシュ・リンデン（1,255人） 3. シュトルベック＝フランケンドルフ（471人） 4. テムニッツクヴェル（793人） 5. テムニッツタール（1,507人） 6. ヴァルスレーベン（792人） |  |

## ナンバープレート
1994年1月1日以来、識別記号の「OPR」が割り当てられ、使用されている。2013年3月18日からはこれに加えて、「KY」（キューリッツ）、「NP」（ノイルピーン）、「WK」（ヴィットシュトック）が利用可能となった。

## その他
郡内では、今なお低地ドイツ語の一部である東低地ドイツ語が時折話されている。

## 参照
- オストプリーグニッツ＝ルピーン郡公文書館（ドイツ語版）